# 富順迴瀾塔
富順迴瀾塔位於四川省自貢市富順縣，文物遺址年代判定為清代。2007年6月1日公佈為四川省第七批文物保護單位。